# خاستل
گاستل (به هلندی: Gastel) یک منطقهٔ مسکونی در هلند است که در کرانن‌دونک واقع شده‌است. گاستل ۷۴۴ نفر جمعیت دارد.